# Корралес, Хорхе Луис
Хорхе Луис Корралес Кордеро (исп. Jorge Luis Corrales Cordero; 20 мая 1991, Пинар-дель-Рио, Пинар-дель-Рио, Куба) — кубинский футболист, левый защитник клуба «Лексингтон» и сборной Кубы.

## Карьера

### Клубная карьера
Корралес начал футбольную карьеру в одноимённом клубе из родного города Пинар-дель-Рио в 2009 году. Два года спустя стал капитаном клуба. За шесть лет, проведённых в клубе, сыграл более 80 матчей, забил шесть голов и отдал 20 голевых передач.
В 2015 году играл в аренде в клубе «Санкти-Спиритус», где забил один гол и отдал пять голевых передач в 18 матчах.
Во второй половине 2015 года Корралес прибыл в США, получив визу.
В октябре 2015 года выступал за любительский клуб из Майами «Фортьюна».
29 января 2016 года Корралес подписал контракт с новообразованным клубом Североамериканской футбольной лиги «Майами» после прохождения просмотра.
14 июля 2016 года подписал контракт с клубом «Форт-Лодердейл Страйкерс».
2 марта 2017 года присоединился к клубу Объединённой футбольной лиги «Талса Рафнекс».
14 сентября 2017 года Корралес перешёл в клуб MLS «Чикаго Файр», подписав контракт на один сезон с опцией продления ещё на два. Оставшуюся часть года провёл в «Талсе Рафнекс» в аренде. В высшей лиге дебютировал 10 марта 2018 года в матче против «Спортинга Канзас-Сити».
7 августа 2019 года «Чикаго Файр» обменял Корралеса в «Монреаль Импакт» на Майкла Азиру и пик второго раунда Супердрафта MLS 2020, также клубы обменялись слотами в последовательности механизма распределения. За канадский клуб дебютировал 10 августа в матче против своего бывшего клуба «Чикаго Файр». По окончании сезона 2020 контракт Корралеса с «Монреаль Импакт» истёк.
4 февраля 2021 года Корралес вернулся в «Талсу», подписав контракт на сезон 2021. 14 декабря игрок перезаключил контракт с клубом на сезон 2022. 25 июня 2022 года в матче против «Чарлстон Бэттери» получил травму передней крестообразной связки колена, из-за чего пропустил оставшуюся часть сезона. 15 декабря игрок перезаключил контракт с клубом на сезон 2023.
17 января 2024 года Корралес подписал контракт с клубом Лиги один ЮСЛ «Лексингтон». Дебютировал за «Лексингтон» 9 марта в матче стартового тура сезона 2024 против «Нортерн Колорадо Хейлсторм».

### Международная карьера
В составе молодёжной сборной Кубы до 20 лет участвовал в молодёжном чемпионате КОНКАКАФ 2011.
В составе молодёжной сборной Кубы до 22 лет участвовал в футбольном турнире Панамериканских игр 2011.
В ноябре 2011 года составе олимпийской сборной Кубы участвовал в квалификации отборочного турнира Олимпийских игр 2012.
За первую сборную Кубы Корралес дебютировал в декабре 2011 года в товарищеском матче со сборной Коста-Рики. Участвовал в Карибских кубках 2012 и 2014, Золотых кубках КОНКАКАФ 2013 и 2015, сыграл семь матчей в отборочных турнирах чемпионатов мира 2014 и 2018. Всего за кубинскую сборную в 2011—2015 годах сыграл 34 матча и забил один гол — 13 ноября 2014 года в матче Карибского кубка 2014 против сборной Кюрасао.
В марте 2021 года, после перерыва в почти шесть лет, Корралес вернулся в сборную Кубы, получив вызов на первые два матча отборочного турнира чемпионата мира 2022.
Был включён в состав сборной на Золотой кубок КОНКАКАФ 2023.

## Достижения
Командные
 «Монреаль Импакт»
- Победитель Первенства Канады: 2019

 сборная Кубы
- Обладатель Карибского кубка: 2012